# Allohyaena kadici
L'alloiena (Allohyaena kadici) è un mammifero carnivoro estinto, appartenente agli ienidi. Visse nel Miocene superiore (circa 9-8 milioni di anni fa) e i suoi resti fossili sono stati ritrovati in Europa.

## Descrizione
I pochi resti fossili di Allohyaena (principalmente frammenti di mascelle e denti) indicano che questo animale doveva essere simile alle iene attuali sia come aspetto che come dimensioni, ma se ne discostava per alcuni tratti arcaici. Allohyaena possedeva infatti un misto di caratteristiche primitive e derivate: tra le prime si ricordano la morfologia del quarto premolare inferiore deciduo, la conservazione del secondo molare inferiore, premolari lunghi e snelli e la presenza di un grande protocono sul quarto premolare superiore; tra le caratteristiche derivate, invece, si ricordano la presenza di un preparastilo sul quarto premolare superiore, una radice interna del terzo premolare superiore e una struttura unica e specializzata del talonide del primo molare inferiore.

## Classificazione
La combinazione di caratteri arcaici e derivati ha reso molto difficile la classificazione di Allohyaena. I primi fossili di questo animale vennero ritrovati in una caverna nei pressi di Csakvar in Ungheria, e il nome Allohyaena venne usato per la prima volta in una pubblicazione a nome di Kadic e Kretzoi nel 1930, senza tuttavia ricevere una descrizione formale. Successivamente fu lo stesso Miklos Kretzoi a pubblicare una descrizione formale e a rendere valido il nome Allohyaena kadici, ritenendo questa specie una forma distinta da altre iene del tardo Miocene come Adcrocuta. Nella stessa pubblicazione Kretzoi descrisse anche la specie Xenohyaena csakvarensis, in seguito considerata identica ad Allohyaena kadici.
Successivamente questa specie venne avvicinata al genere Percrocuta, e classificata nella famiglia Percrocutidae. Revisioni più recenti hanno tuttavia determinato che Allohyaena era a tutti gli effetti uno ienide, probabilmente ancestrale al clade composto da Pliocrocuta, Pachycrocuta e Crocuta, dai denti adatti a frantumare le ossa.
Oltre alla zona di Csakvar in Ungheria, resti di questa specie sono noti esclusivamente nei terreni coevi di Dorn-Durkheim in Germania.

## Paleoecologia
I fossili di Allohyaena sono eccezionalmente rari, e sono stati rinvenuti in solo due siti. Il sito di Csakvar, una caverna contenente numerose ossa di altre specie di animali, è stato interpretato come una tana di iene che per molto tempo hanno trasportato all'interno della grotta le loro prede (Werdelin e Kurten, 1999).